# Caleta Grau
Caleta Grau es un caserío y balneario peruano ubicado en el distrito de Zorritos, perteneciente a la provincia de Contralmirante Villar del departamento de Tumbes, al norte del Perú. 

## Ubicación
Caleta Grau se ubica al noreste de la provincia de Contralmirante Villar, en el distrito de Zorritos, en el departamento de Tumbes.

## Demografía
En 2017 Caleta Grau tenía una población de 947 habitantes.
| Gráfica de evolución demográfica de Caleta Grau entre 1993 y 2017 |
|                                                                   |
| Fuentes: Población 1993 y 2017                                    |